# The Best of Both Worlds (album R. Kelly’ego i Jaya-Z)
The Best of Both Worlds – pierwszy wspólny album dwóch amerykańskich muzyków o pseudonimie R. Kelly & Jay-Z. Został wydany w 2002 roku. Za produkcję w głównej mierze odpowiadał R. Kelly. Natomiast Carter był producentem wykonawczym. Płyta zadebiutowała na 2. miejscu notowania Billboard 200 ze sprzedażą 285.000 egzemplarzy. Utwór „Naked” jest solową piosenką Kelly’ego.

## Lista utworów
| Nr | Tytuł                               | Czas | Kompozytorzy                                                            | Producent               | Gościnnie      |
| -- | ----------------------------------- | ---- | ----------------------------------------------------------------------- | ----------------------- | -------------- |
| 1  | "The Best of Both Worlds"           | 2:54 | S. Carter, R. Kelly, D. Wesley                                          | Megahertz               |                |
| 2  | "Take You Home With Me a.k.a. Body" | 3:10 | S. Carter, R. Kelly, S. Barnes, J.C. Olivier                            | R. Kelly, Poke and Tone |                |
| 3  | "Break Up to Make Up"               | 3:31 | S. Carter, R. Kelly                                                     | R. Kelly, Poke and Tone |                |
| 4  | "It Ain't Personal"                 | 4:33 | S. Carter, R. Kelly                                                     | R. Kelly, Poke and Tone |                |
| 5  | "The Streets"                       | 4:47 | S. Carter, R. Kelly                                                     | R. Kelly                |                |
| 6  | "Green Light"                       | 3:11 | S. Carter, R. Kelly, D. Grant                                           | R. Kelly, Tone          | Beanie Sigel   |
| 7  | "Naked"                             | 3:48 | R. Kelly                                                                | R. Kelly                |                |
| 8  | "Shake Ya Body"                     | 3:14 | S. Carter, R. Kelly, K. Jones, S. Barnes, J.C. Olivier                  | Poke and Tone, R. Kelly | Lil' Kim       |
| 9  | "Somebody's Girl"                   | 3:47 | S. Carter, R. Kelly, S. Barnes, J.C. Olivier                            | Poke and Tone, R. Kelly |                |
| 10 | "Get This Money"                    | 3:06 | S. Carter, R. Kelly                                                     | R. Kelly, Tone          | Twista         |
| 11 | "Shorty"                            | 4:25 | S. Carter, R. Kelly, S. Barnes, J.C. Olivier                            | Poke and Tone, R. Kelly |                |
| 12 | "Honey"                             | 4:19 | S. Carter, R. Kelly, S. Barnes, J.C. Olivier, M. Gibb, B. Gibb, R. Gibb | Poke and Tone, R. Kelly |                |
| 13 | "Pussy"                             | 4:09 | S. Carter, R. Kelly                                                     | Charlemagne             | Devin the Dude |
| 14 | "Come to Daddy" (dodatkowy utwór)   | 4:23 | S. Carter, R. Kelly                                                     |                         |                |
| 15 | "Hold Up" (dodatkowy utwór)         | 3:02 | S. Carter, R. Kelly                                                     |                         |                |

## Notowania
| Notowanie (2002)                              | Najwyższa pozycja |
| --------------------------------------------- | ----------------- |
| Billboard 200                                 | 2                 |
| Top R&B/Hip-Hop Albums                        | 1                 |
| Media Control Charts                          | 22                |
| ARIA Charts                                   | 100               |
| Canadian Albums Chart                         | 19                |
| Sverigetopplistan                             | 42                |
| MegaCharts                                    | 12                |
| Ö3 Austria Top 40                             | 73                |
| UK Albums Chart                               | 37                |
| Syndicat National de l'Édition Phonographique | 20                |